# Vivian Lindt
Vivian Lindt (* 3. August 1979 in Passau; bürgerlich Heidi Barnerssoi) ist eine deutsche Schlagersängerin.

## Leben
Vivian Lindt wuchs in Passau-Schalding links der Donau auf. Im Alter von acht Jahren nahm sie an einem Wettbewerb teil. Nach der Schule machte sie zunächst eine Ausbildung in der Gastronomie. 1996 wurde sie bei einer Musikveranstaltung vom Komponisten und Sänger Wolfgang Herrmann entdeckt. Er produzierte mit ihr kurze Zeit später das erste Album (Möchte bei dir sein). 1998 erhielt Vivian Lindt bereits die Goldene Stimmgabel. Im gleichen Jahr nahm sie bei den Deutschen Schlager-Festspielen teil. Ihr Titel Begrab meine Liebe (am Fluss deiner Sehnsucht) kam auf Platz 8.
Schon seit der Veröffentlichung ihres ersten Albums 1998 hatte Vivian Lindt zahlreiche Rundfunk- und Fernsehauftritte und gehört bereits zu den erfolgreichsten aktuellen Schlagerstars.
Aufgrund ihres sehr persönlichen Engagements für geistig und körperlich Behinderte wurde sie im Januar 2003 vom Bayerischen Landtag mit dem Bayerischen Löwen ausgezeichnet. Ebenfalls im Jahr 2003 erhielt sie die Ehren- und Dankesurkunde der Europa-Union für ihr soziales Engagement im Rahmen von Benefizveranstaltungen und persönlichen Spenden sowie für Initiativen im In- und Ausland für soziale Zwecke.
2008 heiratet Vivian Lindt, die mit bürgerlichem Namen Heidi Öller hieß, ihren langjährigen Lebensgefährten Florian Barnerssoi.

## Ehrungen
- Goldene Stimmgabel 1998
- Ehren- und Dankesurkunde der Europa-Union 2003
- Goldene Tulpe 2007

## Erfolgstitel
- Eine andere Welt (1997)
- Wenn Du Dich traust (1998)
- Na und ?!? (2000)
- Mir geht´s gut (ich liebe dich) (2000)
- Wirklich??? (2000)
- Viel zu sehr (2001)
- Will dich nie mehr seh'n (2001)
- Vielleicht nicht für ewig (2001)
- Mach es gut Cherie (2003 Platz 1 Airplay Charts)
- Du bist wie Sommer (2004 Platz 1 Airplay Charts)
- Manche Tränen trocknen nie (2006 Platz 1 Airplay Charts)
- Nimm mich mit (2006)
- Du bist wieder da (2007)
- Wie ein Bumerang (2010)
- Sowieso (2011)
- Wart nicht auf ein Wunder (2017)
- Ich hab Zeit für Dich Duett mit Harry Blaha (2018)

## Diskografie
- 1998: Möchte bei dir sein (Ariola)
- 2000:Wirklich???
- 2000:Und lieb hab ich dich auch
- 2001: Mir geht's gut (Ariola)
- 2004: Ich bleibe wie ich bin (Palm Records)
- 2006: Nimm mich mit (Palm Records)
- 2009: "V" (Palm Records)
- 2011: 20 Hits (Solis Music)
- 2012 Kleine Pflaster für die Seele